# ルビィ・デイ
ルビィ・デイ（Ruby Day）は、アメリカ合衆国のブロガー、作家、モデル、女優、写真家。